# Manuk
Manuk est une petite île frontalière d'Indonésie située dans l'océan Indien. Administrativement, elle fait partie du kabupaten de Tasikmalaya dans la province de Java occidental. L'île se trouve à l'ouest de Pangandaran. Sa surface est de 100 hectares.